# Tukoh Taka
Tukoh Taka è un singolo della rapper trinidadiana Nicki Minaj, del cantante colombiano Maluma e della cantante libanese Myriam Fares, pubblicato il 18 novembre 2022 come inno del campionato mondiale di calcio 2022 nel Qatar.

## Descrizione
Il brano vede la compresenza nel testo delle tre lingue degli artisti: inglese della Minaj, spagnolo di Maluma e arabo della Fares, divenendo il primo inno del campionato mondiale a presentare tutte e tre le lingue.

## Controversie
Successivamente all'annuncio della collaborazione per l'inno del mondiale, i tre artisti sono stati interessati da numerose polemiche per aver scelto di essere pagati per cantare un brano in un Emirato le cui politiche interne comportano la violazione dei diritti umani, diritti delle donne, diritti LGBT, oltre che al favoreggiamento dello schiavismo e sfruttamento minorile. Maluma ha risposto alle polemiche dichiarando: "È una cosa che non posso risolvere; [...] non è una cosa in cui devo essere coinvolto. Sono qui a godermi la mia musica e la bella vita, giocando anche a calcio."

## Video musicale
Il video musicale, diretto da Edgar Esteves e Juan Felipe Zuleta, vede Maluma e Fares che si esibiscono nel deserto del Qatar, mentre Minaj esegue i suoi versi a bordo di un pullman, il tutto alternato ad alcune clip di calciatori che esultano dopo i goal.

## Tracce
Testi di Myriam Fares, Nicki Minaj, Maluma, Scott Summers, Gordo, Dizzycleanface, Gary Walker, luXe Timeless, Juan Salinas, Monique Fonseca Luchese, Oscar Salinas, Raúl Antonio Treviño, Massari, Steven Cespedes, Wassim Salibi, musiche di Play-N-Skillz, Gordo, Massari.
1. Tukoh Taka – 2:58

## Classifiche
| Classifica (2022) | Posizione massima |
| ----------------- | ----------------- |
| Grecia            | 88                |
| Libano            | 1                 |
| Medio Oriente     | 11                |